# Staryi Krym
Staryi Krym (em ucraniano: Старий Крим; em russo: Старый Крым; em tártaro da Crimeia:  Eski Qırım) é uma cidade da Ucrânia. Tem 9,97 km² de área e sua população em 2014 foi estimada em 9.277 habitantes.